# Nowa Zelandia (archipelag)
Nowa Zelandia – archipelag na Oceanie Spokojnym, ok. 1600 km na południowy wschód od wybrzeży Australii. Obejmuje on dwie duże wyspy: Północną (114,6 tys. km²) i Południową (151,7 tys. km²) oraz szereg okolicznych wysepek, z których największa jest Stewart. W całości wchodzi w skład państwa Nowa Zelandia.

## Budowa geologiczna
Wyspy mają złożoną budowę geologiczną. Południowo-zachodnią część Wyspy Południowej buduje archaiczny fragment starego rozbitego lądu – blok krystaliczny złożony z granitów i gabra. Do bloku przylegają fałdy młodego górotworu jurajskiego. Wewnętrzną strefę górotworu tworzą głównie gnejsy i łupki krystaliczne. Zewnętrzną natomiast skały osadowe, w różnym wieku, od kambru do jury.
Po sfałdowaniu górotworu, w czasach jury, Nowa Zelandia tworzyła część rozległego lądu, połączonego z Australią i Nową Gwineą. Od kredy ląd zaczął się rozpadać i zanurzać. W późnej kredzie, około 80 mln lat temu mikrokontynent obejmujący Nową Zelandię i Nową Kaledonię oddzielił się od reszty Gondwany. Od tamtego czasu Nowa Zelandia podlega ruchom górotwórczym. Doprowadziły one do sfałdowania utworów trzeciorzędowych. Ich skutkiem są wytworzone zręby i rowy tektoniczne.
Prawdopodobnie to aktywność tektoniczna rozpoczęta około 26 mln lat temu doprowadziła do częściowego wynurzenia się Nowej Zelandii z wody, pod którą znajdowała się do około 22 mln lat temu.
Obecnie na wyspach Nowej Zelandii czynnych jest kilka wulkanów. Są z nimi związane takie zjawiska jak: trzęsienia ziemi, gejzery, mofety czy gorące źródła.
W plejstocenie góry Nowej Zelandii zostały zlodowacone i pokryte lodowcami o charakterze dolinnym. Lodowce usypały moreny i stożki fluwioglacjalne. Na niziny wyniesione zostały drobne osady w postaci lessów. W górach powstały formy glacjalne i jeziora, a wybrzeże południowo-zachodnie przekształcone zostało w wybrzeże fiordowe.
Nowa Zelandia posiada liczne bogactwa naturalne. Na wyspach występują złoża węgla kamiennego, duże zasoby hydroenergetyczne i złoża miedzi, złota, rudy żelaza i manganu. Z osadów trzeciorzędowych wydobywana jest kopalna żywica kauri.

## Rzeźba terenu
Rozwój geologiczny wysp warunkuje współczesną rzeźbę. Wnętrze wysp jest górzyste, najwyższe partie gór mają rzeźbę i wysokość typu alpejskiego. Najwyższą górą jest Góra Cooka (3754 m n.p.m.). Na Wyspie Południowej przeważają cechy rzeźby polodowcowej, a na Północnej – rzeźby wulkanicznej. Obszary górskie otoczone są wyżynami. Niziny zajmują jedynie wąski pas nadbrzeża. Na południowo-zachodnim wybrzeżu Wyspy Południowej występują fiordy.

## Klimat
Klimat Nowej Zelandii jest oceaniczny podzwrotnikowy i umiarkowany ciepły, morski. Średnia temperatura w lipcu wynosi 3–5 °C na południu, a do 12 °C w części północnej. Średnia temperatura w styczniu na południu osiąga 14 °C, na północy 19 °C. Roczna suma opadów na Wyspie Północnej wynosi 800–1000 mm, a w partiach wyższych do 2650 mm. Maksimum opadów przypada na porę zimową. Bardziej zróżnicowana jest ilość opadów na wyspie Południowej. W miesiącach zimowych na wyspie południowej występują także opady śnieżne. Trwała pokrywa śnieżna utrzymuje się jedynie w górach, granica wiecznego śniegu przebiega na wysokości około 2200 m n.p.m. W górach występują lodowce. Największymi są Lodowiec Tasmana (29 km długości) i Murchisona (17 km). Łącznie lodowce zajmują około 940 km².
W przeszłości klimat był bardziej surowy niż obecnie. W epoce lodowcowej poziom wody obniżył się o 100 metrów względem sytuacji sprzed zlodowacenia. 25–15 tysięcy lat temu, w czasie kulminacji epoki lodowcowej, Góra Cooka stała się równiną rozciągającą się ze wschodu na zachód. W okolicach Wellington skutki zlodowaceń objawiają się w postaci gwałtownych osunięć terenu i lodowych wnęk (np. Tongue Point).

## Wody powierzchniowe

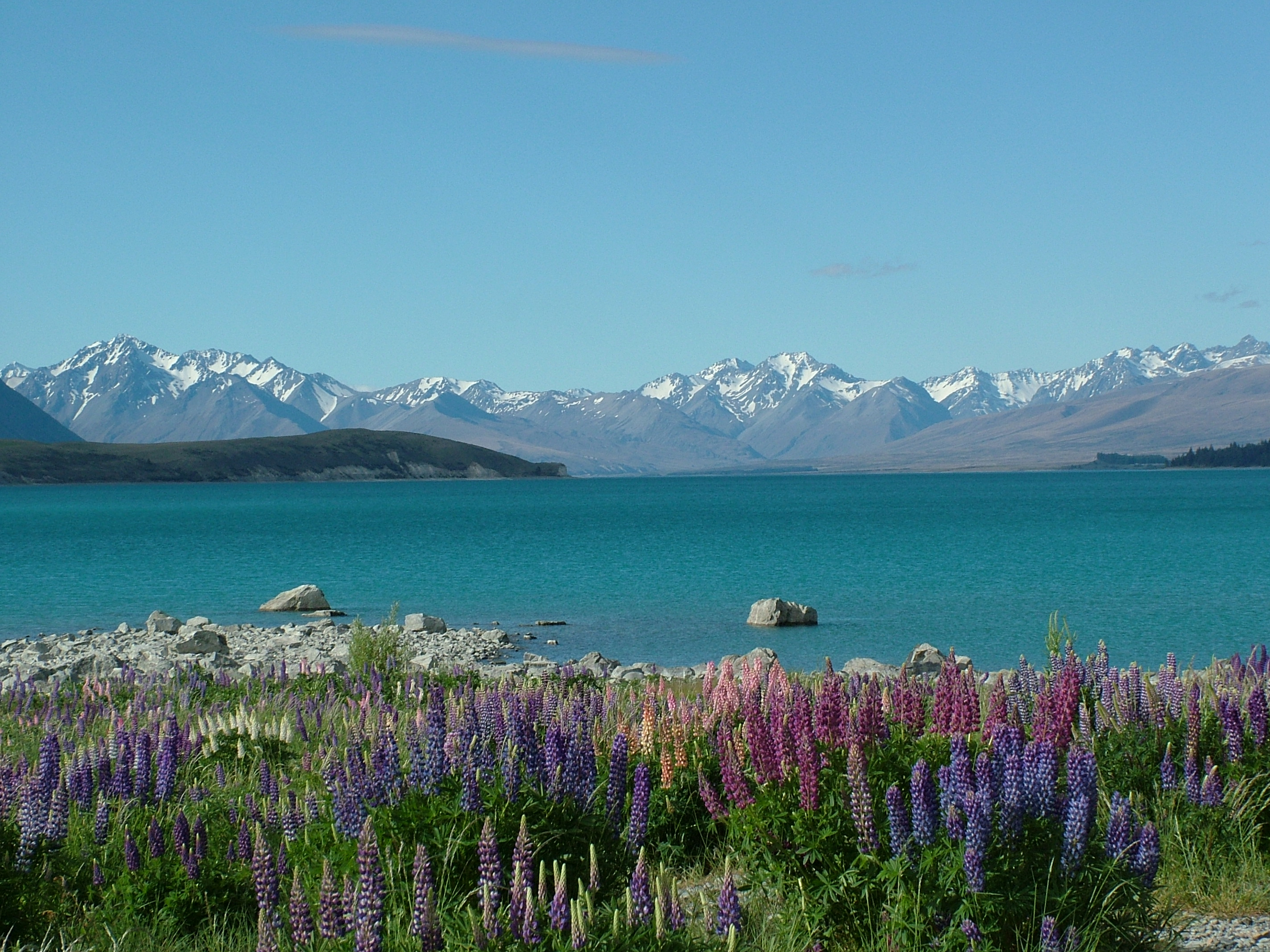
Jezioro Tekapo na Wyspie Południowej

Sieć rzeczna Nowej Zelandii jest bardzo gęsta. Rzeki są krótkie i bystre. Najdłuższymi są Waikato (434 km; Wyspa Pn.), Clutha (338 km; Wyspa Pd.), Whanganui (290 km; Wyspa Pn.) i Taieri (288 km; Wyspa Pd.). Charakteryzują je wysokie stany wód w ciągu roku, a w okresie wiosny częste powodzie.
Na wyspach nowozelandzkich znajdują się liczne jeziora. Na Wyspie Południowej przeważają jeziora tektoniczno-lodowcowe, bardzo głębokie, a na wyspie Północnej – tektoniczne i wulkaniczne. Największym jeziorem jest Taupō o powierzchni 616 km² na Wyspie Północnej, a kolejnymi są Te Anau (344 km²), Wakatipu (291 km²) i Wanaka (192 km²) – wszystkie na Wyspie Południowej. Na tej wyspie znajdują się najgłębsze jeziora Nowej Zelandii, z których wiele jest kryptodepresjami, w tym najgłębsze z nich, Hauroko (głębokość 463 m).

## Gleby
Nowa Zelandia cechuje się zróżnicowaną pokrywą glebową. Prawie połowa powierzchni kraju jest pokryta wieloma odmianami gleb górskich. Tereny górskie pokrywają zarówno gleby inicjalne z cechami tzw. segregacji mrozowej obszarów przylodowcowych, gleby zwane rankerami, gleby brunatne czy też gleby bielicowe. Na wapiennych podłożach wytworzyły się rędziny. Tereny, na których występuje sezonowy deficyt wody, mają żółtoszare pokrywy glebowe, zaś na suchych terenach występują gleby brunatnoszare. W centralnej części Ziemi Północnej wulkaniczny krajobraz jest zdominowany przez czarne i szare andosole. Błotniste rejony Aucklandu są pokryte glebami torfiastymi i glejowymi. W dolinach rzecznych Nowej Zelandii występują mady i inne gleby cechujące się dużą żyznością.

## Przyroda żywa

### Szata roślinna
Trwająca od milionów lat izolacja sprawiła, że około 80% flory Nowej Zelandii stanowią gatunki endemiczne, nie spotykane gdzie indziej. Naturalne ekosystemy budowane przez gatunki rodzime zajmują współcześnie jednak tylko 10–15% powierzchni wysp.
W sumie do flory Nowej Zelandii należą 1843 gatunki roślin naczyniowych. Wysoki jest endemizm zwłaszcza wśród nagonasiennych, wśród okrytonasiennych liczne endemity reprezentują zwłaszcza rodzaje: jaskier Ranunculus, golteria Gaultheria, Dracophyllum, Myrsine, Pimelea, acena (Acaena), Carmichaelia, Metrosideros, Hebe, Celmisia, Olearia, Raoulia i in. Endemizm gatunkowy wśród paprotników sięga ok. 40%. Na poziomie rodzajów endemicznych jest ich 45 (np. tęgosz Phormium, Loxsoma, Pseudowintera, Carmichaelia, Haastia).
W 2012 za gatunki wymarłe uznano 8 taksonów (7 gatunków i 1 mieszańca) roślin. Spośród 2580 analizowanych taksonów za niezagrożone uznano 1428, czyli w różnym stopniu zagrożonych jest 44% nowozelandzkiej flory.
Obie główne wyspy leżą w większości w strefie wilgotnych lasów, przy czym Wyspa Północna głównie w strefie lasów podzwrotnikowych, a Wyspa Południowa głównie w strefie umiarkowanej. Las podzwrotnikowy nazywany jest lasem kauri od budującego najwyższe piętro drzewostanu gatunku, tj. soplicy kauri. Bukany są dominantami w lasach wilgotnych strefy umiarkowanej Wyspy Południowej – Nothofagus cliffortioides na wyżynach i Nothofagus fusca na nizinach. Dużą rolę w lasach odgrywają paprocie, w tym także drzewiaste, liany i epifity. Niewielkie powierzchnie w południowo-zachodniej części Wyspy Południowej zajmują lasy liściaste zrzucające liście na zimę z Hoheria glabrata.
Duże powierzchnie zajmują na Nowej Zelandii zbiorowiska zaroślowe. Częstym dominantem jest w nich manuka Leptospermum scoparium, a w strefie subalpejskiej przedstawiciele rodzaju Olearia. Formacje trawiaste reprezentowane są przez tussock, dzielony na niski i wysoki. Niski tworzą kępy traw osiągające zwykle mniej niż 50 cm. Wykształca się głównie na mniejszych wysokościach. Zbiorowiska są zdominowane przez gatunki Poa cita i Festuca novae-zelandiae. Często występuje na skrajach terenów krzewiastych i lasów. W 1840 roku na Nowej Zelandii typ ten stanowił około 44% użytków zielonych. Rosły one głównie w suchych regionach – części centralnej i wschodniej Wyspy Północnej, a także na Wyspie Południowej – w jej równinnej części oraz na mniejszych wysokościach na wschodnich stokach górskich. Tussock wysoki składa się z traw dorastających do 1,5 m. Murawy tussock są zdominowane przez trawy z rodzaju Chionochloa, którego większość gatunków jest endemiczna dla Nowej Zelandii. Są to między innymi gatunki C. rubra, C. flavescens, C. pallens, C. crassiuscula, C. oreophila, C. australis, C. rigida i C. macra. Wskutek wypalania pokrywy roślinnej i ekspansji gatunków europejskich obie formacje naturalne dla Nowej Zelandii zostały w istotnym stopniu zastąpiona przez łąki i pastwiska zdominowane przez gatunki europejskie (głównie tomkę wonną i kłosówkę wełnistą).
W górach i na mokradłach występuje azonalna roślinność o charakterze podobnym jak gdzie indziej, ale o swoistym składzie florystycznym.

### Fauna
Pod względem fauny Nowa Zelandia tworzy odrębną krainę. Charakterystyczny jest brak endemicznych ssaków (w przeciwieństwie do ptaków i gadów). Do ciekawych przedstawicieli świata zwierząt należą trzy miejscowe gatunki nietoperzy, z ptaków kiwi (symbol państwa Nowa Zelandia), papugi kea i kakapo oraz takahe. Z gadów hatteria, jedyny współczesny przedstawiciel sfenodontów, oraz około 30 innych gatunków. Wyłącznie na Nowej Zelandii występują duże owady z rzędu prostoskrzydłych zwane wetami. Duże zagrożenie dla endemicznych gatunków stanowią gatunki sprowadzone przez osadników od XVII wieku, jak koty, psy, szczury, myszy, lisy workowate, gronostaje i króliki.
Wiele gatunków uznano już za wymarłe, na przykład 40 gatunków ptaków, 3 gatunki żab i jaszczurek i 1 gatunek nietoperzy, a także liczne gatunki owadów.